# Frederikkazerne (Den Haag)

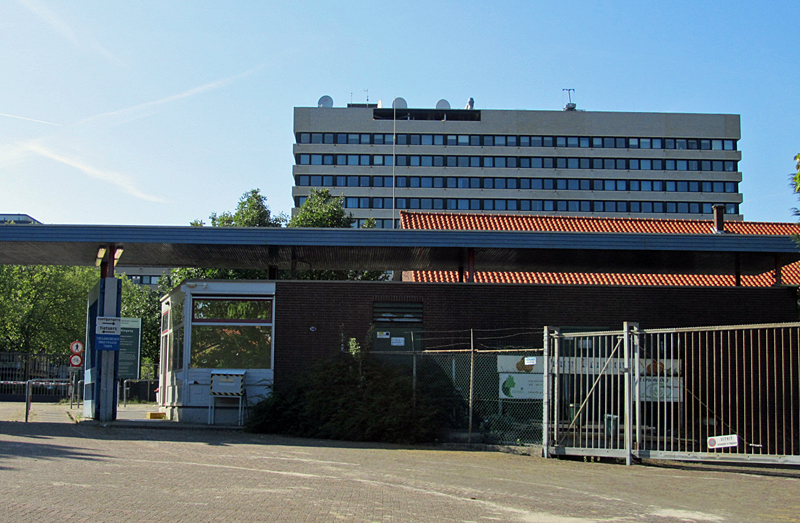
Het hoofdkwartier van de MIVD op het terrein van de Frederikkazerne

De Frederikkazerne is een kazerne in Den Haag aan de Van Alkemadelaan bij Scheveningen. In 1929 werd op voorstel van H.P. Berlage begonnen met de bouw. Het ontwerp was van Kapitein (later Generaal-Majoor) der Genie J. Kok (1895-1975), in samenwerking met Riné Boerée. De kazerne werd in 1938 in gebruik genomen. 

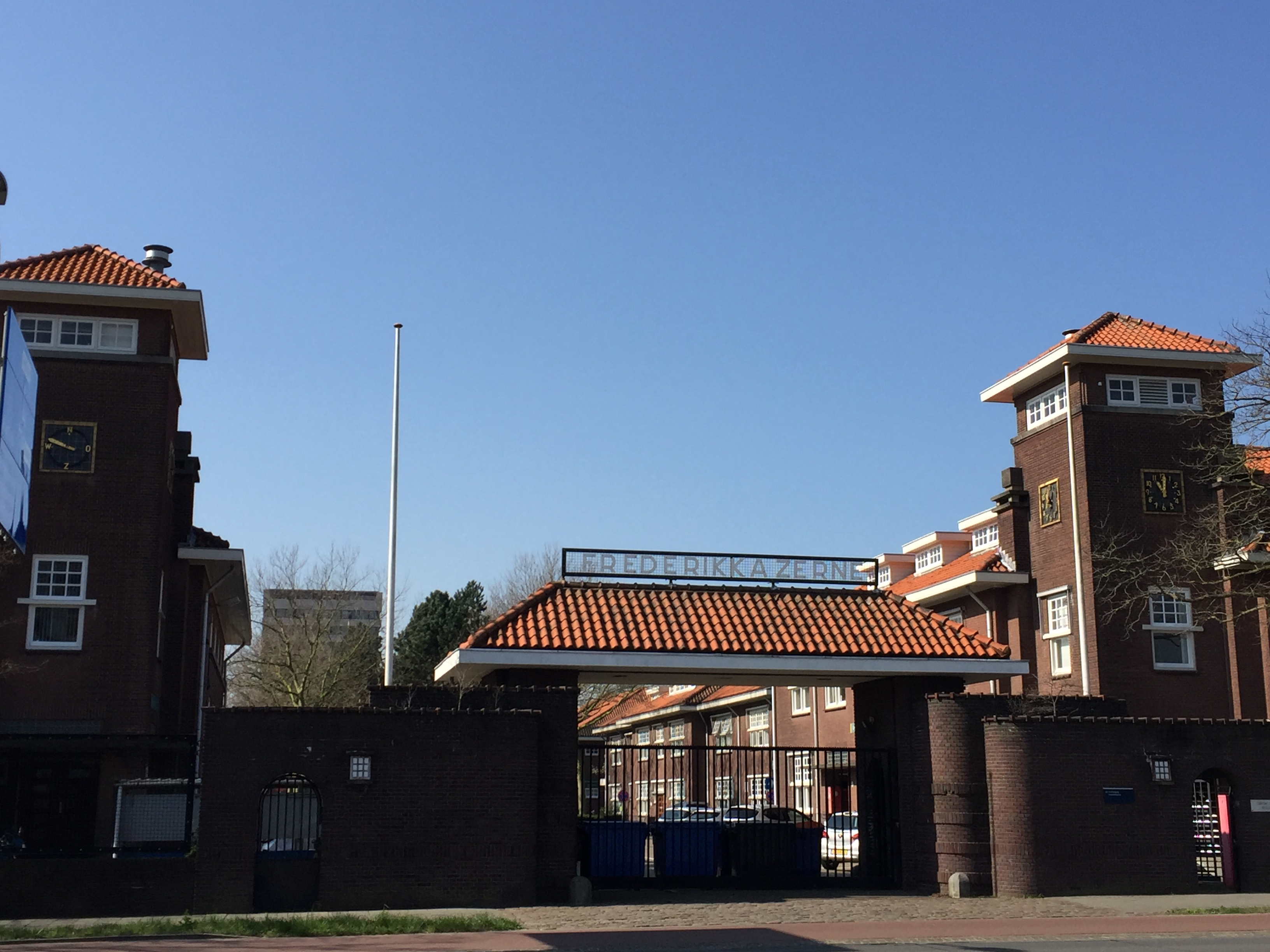
De vroegere ingang van de Frederikkazerne aan de Van Alkemadelaan

De oorspronkelijke ingang was recht tegenover de ingang van de Alexanderkazerne en had eenzelfde poortgebouw. In het gebouw Admiraliteit, dat in 1983 in gebruik werd genomen door het marinehoofdkwartier, bevond zich tot 2018 de Defensie Materieel Organisatie (tegenwoordig genaamd het Commando Materieel en IT). In een circa 10 verdiepingen hoog kantoorgebouw is het hoofdkwartier van de Militaire Inlichtingen- en Veiligheidsdienst (MIVD) gevestigd.

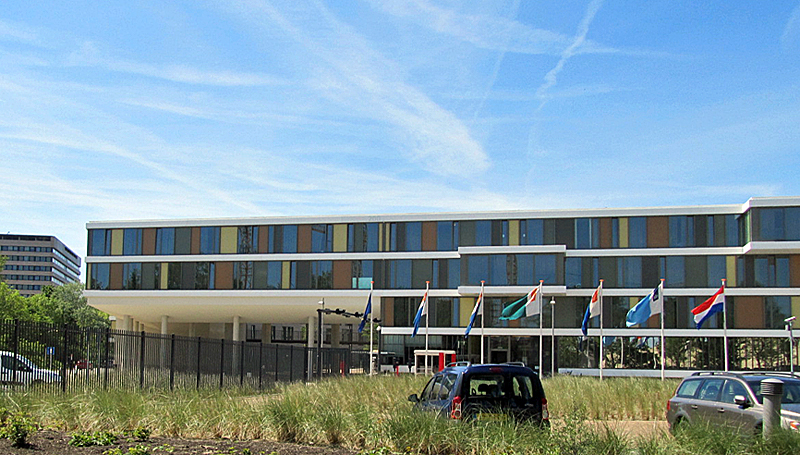
Het nieuwe ingangsgebouw uit 2012 met uiterst links het gebouw van de MIVD

De huidige ingang van de Frederikkazerne bevindt zich bij het nieuwbouwcomplex dat in 2012 in gebruik is genomen. Het nieuwbouwcomplex bestaat uit een geïntegreerd wachtgebouw, facilitaire voorzieningen en 450 kamers die dienstdoen als logies voor officieren en vlagofficieren.